# クラレンス・ペリー
クラレンス・アーサー・ペリー（C.A.ペリー、Clarence Arthur Perry, 1872年- 1944年9月6日）は、アメリカ合衆国のプランナー、社会学者、都市の作成者、教育者。ニューヨーク・Truxton生まれ。 
後にかつて企画部門で働いていたニューヨークにおいて、近隣住区に関する強力な提唱者となった。近隣コミュニティやレクリエーションセンターといった理論の初期プロモーター。

## 経歴
2年間にわたるスタンフォード大学の学生から教育を開始、1899年にコーネル大学で学業を終え、1901年に博士取得時、結婚して娘が一人いた。
1904年までコロンビア大学の教員として大学人を続ける。その後、1904年から1905年までプエルトリコのポンセ高校の校長を務めていたが、1908年から1909年まで、米国移民委員会のための特別なエージェントとなった。 
コロンビア大学時代から社会福祉と教育問題について、ロチェスターを中心にソーシャルセンター運動とともに1910年代に盛んに行われるコミュニティセンター運動に従事。この運動はタウンミーティングや公開講座、夜間レクリエーションセンターなどのセツルメント運動から発展し、おもに都心部や郊外地に済む中産階級を主とした運動体である。
1912年の夏の間はニューヨーク大学で講師を務めていた。
1909年からラッセル・セージ財団の研究員に招かれ、レクリエーション部門のアソシエイトディレクターとして1937年に65歳で退職するまで勤務し研究に勤しむ。また1912年から財団の住宅供給子会社が開発したフォレストヒルズガーデンに住む。1921年から、財団が企画したニューヨーク大都市圏広域地方計画及び市レクリエーション調査委員会のプロジェクトが始動し、1922年から7年間に渡り、スタッフの一員として参加。その成果は全10巻にもおよぶ報告書として刊行されるが、ペリーは近隣住区と地域生活についての彼の初期のアイデアを策定し、報告書の第７巻第一論文、ニューヨークとその周辺地域の調査 、近隣とまちづくり（ニューヨーク広域地方計画、1929年と機械時代のニューヨークのための住宅 、NY： ラッセル・セージ財団、1939年）として掲載されている。ニューヨーク地域計画と都市レクリエーション委員会のスタッフとして、ペリーは近隣住区とコミュニティライフについてのアイデアを公式化した。
理論はラドバーンといったクラレンス・スタインの仕事を通して実現された。
彼の「近隣住区」はニューヨークの地域の調査およびその近郊、付近、およびコミュニティ設計（7巻。ニューヨーク：ニューヨーク地域計画、1929。そして、ニューヨーク、NYのための住宅：ラッセル・セイジ財団、1939年）にあるモノグラフ1で最もよく記憶されているが、他にもいくつかの本、多くのパンフレット、および記事を生産した。
1923年からクラレンス・スタイン、ヘンリー・ライト、ルイス・マンフォードらのアメリカにおけるニュータウン運動にも参加し、1924年にはグループによって開始されたサニーサイドガーデンズの開発にも関与した。また同年12月のコミュニティセンター協会と社会学会合同で開催された大会にて、近隣住区論の概要を発表し、これをもとに1924年に公式に理論を発表した。
ペリーは主にパークスの都市理論に影響をうけ、シカゴ学派に深い関心を寄せている。理論的基礎を成すのはミシガン大学のC.H.クーリーの第一次集団論で、大衆社会を大規模なもののままでなく、より小さな単位に分割して、人間の接触を高めることでコミュニティを作り出す試みを目指していた。

## 著書
- Vacation Schools
- The Extension of Public Education ; A Study in the Wider Use of School Buildings
- Edocational Extension, 1916
- Community Center Activities, Issue 148, 1916
- Ten Years of the Community Center,Movement, 1921
- Attitude of High School Students towerd Motion Picture, 1923
- Public Lectures in School Buildings; Suggestions for Their Organization and Sources of Speakers and Topics
- How to Start Social Centers
- First Steps in Community Center Development - Scholar's Choice Edition
- Social Center Features in New Elementary School Architecture and the Plans of Sixteen Socialized Schools
- Sources of speakers and topics for public lectures in school buildings
- The Work of the Little Theaters, 1933
- Housing for Machine Age, 1937